# Fabrizio Maffi
Fabrizio Maffi (San Zenone al Po, 2 ottobre 1868 – Cavi di Lavagna, 23 febbraio 1955) è stato un politico e medico italiano.

## Biografia
Militante del Partito Socialista Italiano fin dalla fine dell'Ottocento, venne eletto deputato nel 1913. 
Dopo vari soggiorni in Russia nei primi anni della Rivoluzione, con Costantino Lazzari ed Ezio Riboldi guidò la frazione dei "terzisti" (o terzini) a partire dal XVIII Congresso del Partito Socialista Italiano, fino a quando si iscrisse al Partito Comunista d'Italia nel 1924. 
Successivamente fu perseguitato dai fascisti, dichiarato decaduto dal mandato parlamentare (1926) e mandato al confino. Dopo la guerra fece parte della Consulta Nazionale, dell'Assemblea Costituente e fu senatore nella I legislatura della Repubblica Italiana.